# Leonardo Padura
Pour les articles homonymes, voir Padura et Fuentes.
Leonardo Padura, né Leonardo Padura Fuentes le 9 octobre 1955 à La Havane, est un journaliste, scénariste et écrivain cubain, auteur d'une dizaine de romans policiers et lauréat du prix Princesse des Asturies en 2015.

## Biographie
Fils d'un commerçant devenu chauffeur de bus après la révolution cubaine, Leonardo Padura fait des études supérieures en littérature hispano-américaine et décroche une licence avant de rédiger une thèse sur Inca Garcilaso de la Vega. Il étudie aussi le latin à la faculté de philologie de l'université de La Havane où il a le romancier Daniel Chavarría comme professeur.

Il entre comme journaliste à la revue culturelle Caiman Barbudo dont il sera expulsé en 1983 puis participe au supplément dominical du journal Juventud Rebelde et signe des critiques littéraires, ainsi que des articles de fond. En parallèle, et « à l'écart de tout activisme politique, il écrit des scénarios pour le cinéma », notamment pour un documentaire sur la salsa. Jusqu'en 1995, il est rédacteur en chef de La Gazeta de Cuba. 

« Ce que je fis alors fut d'écrire mes reportages comme si j'écrivais des récits, c'est-à-dire, dans une langue qui ne soit pas fonctionnelle, mais conceptuelle, plus littéraire, en utilisant des structures formelles peu courantes en journalisme, en créant des personnages (y compris de fiction car j'ai moi-même réussi à interviewer un mort) et remplaçant les manques d'information par des espaces imaginaires. »

 Il amorce sa carrière de romancier en 1988 et devient l'auteur d'une série policière ayant pour héros le lieutenant-enquêteur Mario Conde. 

« Scénariste pour le cinéma, essayiste, nouvelliste, Leonardo Padura a trouvé avec le roman noir un genre tout indiqué pour distiller une vraie réflexion sur "ce pays si chaud et hétérodoxe où il n'y a jamais rien eu de pur", selon la formule de son impayable Mario Conde - un flic hétérosexuel macho-stalinien, alcoolo et désabusé, vengeur des petits et des faibles, qui déboule en 1991 dans Passé parfait. "Leonardo nous a ouvert la porte", estime son ami le journaliste et écrivain Amir Valle, né en 1967. "Il nous a fait comprendre que nous pouvions écrire sur des questions quotidiennes taboues, avec honnêteté, sans verser dans le racolage". »

 Mario Conde, célibataire, d'abord au milieu de la trentaine dans les premiers romans, puis quadragénaire, évolue donc dans des récits subtilement agencés, afin de contourner la censure, où les « enquêtes criminelles sont autant de prétextes à lever le voile sur la société cubaine et ses faux-semblants. » Ainsi, dans Électre à La Havane (Máscaras, 1997), il rend visite à un metteur en scène homosexuel qui lui permet de résoudre l'énigme du cadavre d'un homme portant une robe découvert dans un bois. Dans L'Automne à Cuba (1998), Mario Conde démissionne de la police et mène une enquête littéraire dans Adiós Hemingway (2001), concernant le passé de l'auteur américain Ernest Hemingway auquel il voue une grande admiration. Tous les titres de cette série policière sont traduits en France aux éditions Métailié.
Comme scénariste, il a notamment participé à l'écriture de trois des sept segments du films à sketchs 7 jours à La Havane en 2012 et au scénario du film Retour à Ithaque, co-écrit et réalisé par Laurent Cantet en 2014.

En 2011, Padura obtient la « citoyenneté », espagnole mais il continue à vivre à La Havane où il reste quasiment anonyme, car la télévision et la radio, sous le contrôle de l'État, l'invitent peu en dépit de son succès sur l'ile et à l’international,. Lorsqu'on lui demande pourquoi il est resté à Cuba, alors que ses livres sont si critiques avec le régime, il répond : 

« La réponse la plus courte, c’est que j’ai besoin de Cuba pour écrire : ma littérature est complètement cubaine. J’ai la nationalité espagnole depuis dix ans, et je pourrais donc vivre en Espagne. Quand on me dit que j’ai une double nationalité, je dis non : j’ai deux citoyennetés, mais ma seule nationalité, c’est Cuba. »

Il obtient en 2020 la plus haute distinction littéraire cubaine. À la suite des manifestations anti-gouvernementales du 11 juillet 2021, il indique qu'il s'agit d'« un cri de désespoir » auquel les autorités cubaines doivent « donner une réponse matérielle, mais aussi politique ».

## Œuvre

### Romans

#### SérieMario Conde
Les quatre premiers volumes font partie du Cycle Les Quatre Saisons :
1. Pasado perfecto (1991) - Prix des Amériques insulaires 2002 Publié en français sous le titre Passé parfait, traduit par Caroline Lepage, Paris, éditions Métailié, 2000 ; réédition, Paris, Métailié, coll. « Suites noir » no 121, 2006 ; réédition, Paris, Points coll. « Policier » no P1942, 2008  (ISBN 978-2-7578-0938-9)
2. Vientos de cuaresma (1994) Publié en français sous le titre Vents de carême, traduit par François Gaudry, Paris, éditions Métailié, coll. « Suite hispano-américaine » no 122, 2006 ; réédition, Paris, Points coll. « Policier » no P2060, 2009  (ISBN 978-2-7578-1000-2)
3. Máscaras (1997) - Prix Café Gijon 1995, Prix Hammet 1998 Publié en français sous le titre Électre à La Havane, traduit par Mara Hernández et René Solis, Paris, éditions Métailié, 1998 ; réédition, Paris, Points coll. « Policier » no P1495, 2006  (ISBN 2-7578-0024-8)
4. Paisaje de otoño (1998) - Prix Hammet 1999 Publié en français sous le titre L'Automne à Cuba, traduit par Mara Hernández et René Solis, Paris, éditions Métailié, 1999 ; réédition, Paris, Points coll. « Policier » no P1583, 2006  (ISBN 978-2-7578-1163-4)
5. La cola de la serpiente (2000) Publié en français sous le titre Mort d'un chinois à La Havane, traduit par René Solis, Paris, éditions Métailié, 2001 ; réédition, Paris, Points coll. « Policier » no P2277, 2009  (ISBN 978-2-7578-1163-4)
6. Adiós Hemingway (2001) Publié en français sous le titre Adiós Hemingway, traduit par René Solis, Paris, éditions Métailié, coll. « Suite hispano-américaine » no 98, 2004 ; réédition, Paris, Points coll. « Policier » no P1662, 2007  (ISBN 978-2-7578-0354-7)
7. La neblina del ayer (2005) Publié en français sous le titre Les Brumes du passé, traduit par Elena Zayas, Paris, éditions Métailié, 2006 ; réédition, Paris, Métailié, coll. « Suite hispano-américaine » no 151, 2009 ; réédition, Paris, Points coll. « Policier » no P2530, 2011  (ISBN 978-2-7578-2183-1)
8. Herejes (2013) Publié en français sous le titre Hérétiques, traduit par Elena Zayas, Paris, éditions Métailié, 2013 ; réédition, Paris, Points, coll. « Grands Romans » no P4243, 2016  (ISBN 978-2-7578-5697-0)
9. La transparencia del tiempo (2018) Publié en français sous le titre La Transparence du temps, traduit Elena Zayas, Paris, éditions Métailié, 2019  (ISBN 979-10-226-0832-9) ; réédition, Paris, Points, coll. « Grands Romans » no P5196, 2020  (ISBN 978-2-7578-8103-3)
10. Personas decentes (2022)  Publié en français sous le titre Ouragans tropicaux, traduit par René Solis, Paris, éditions Métailié, 2023  (ISBN 979-10-226-1294-4)

#### Autres romans
- Fiebre de caballos (1988)
- La novela de mi vida (2002), roman policier historique ayant pour héros le poète José María Heredia Publié en français sous le titre Le Palmier et l'Étoile, traduit par Elena Zayas, Paris, éditions Métailié, 2003 ; réédition, Paris, Métailié, coll. « Suite hispano-américaine » no 143, 2009  (ISBN 979-10-226-0114-6)
- El hombre que amaba a los perros (2009), un récit-roman de la vie de Ramón Mercader, l'assassin de Léon Trotski, de ses débuts pendant la guerre d'Espagne à ses dernières années à La Havane, vu par un écrivain cubain (illustration couverture Moises Finalé) Publié en français sous le titre L'Homme qui aimait les chiens, traduit par Elena Zayas et René Solis, Paris, éditions Métailié, 2011 ; réédition, Paris, Points, coll. « Grands romans » no P3398, 2014  (ISBN 978-2-7578-2657-7)
- Como polvo en el viento (2020), portraits croisés de huit amis soudés depuis la fin du lycée et confrontés aux transformations du monde et de leurs conséquences sur la vie à Cuba Publié en français sous le titre Poussière dans le vent[6], traduit par Elena Zayas et René Solis, Paris, éditions Métailié, 2021 ; réédition, Paris, Points, coll. « Grands romans » no P5681, 2023  (ISBN 9782757899823)

### Recueil de nouvelles
- Aquello estaba deseando ocurrir (2016) Publié en français sous le titre Ce qui désirait arriver, traduit par Elena Zayas, Paris, éditions Métailié, 2016  (ISBN 979-10-226-0495-6) ; réédition, Paris, Points coll. « Policier » no P4579, 2017  (ISBN 978-2-7578-6623-8)

## Filmographie

### En tant que scénariste
- 1996 : Yo soy, del Son a la Salsa, film documentaire cubain réalisé par Rigoberto López
- 2002 : Malavana, film italien en langue espagnole réalisé par Guido Giansoldati, scénario du réalisateur en collaboration avec Daniel Chavarría et Leonardo Padura
- 2012 : Sept Jours à La Havane, film à sketchs franco-espagnol, segment El Yuma réalisé par Benicio del Toro ; segment La tentación de Cecilia réalisé par Julio Medem ; segment Dulce amargo réalisé par Juan Carlos Tabío ; Leonardo Padura signe seul ou en collaboration les scénarios des trois segments précédemment cités
- 2014 : Retour à Ithaque, film français réalisé par Laurent Cantet, scénario du réalisateur en collaboration avec Leonardo Padura

### Adaptations de son œuvre par des tiers
- 2016 : Vientos de la Habana, film cubano-espagnol réalisé par Félix Viscarret, adaptation du roman Vents de carême (Vientos de cuaresma), avec Jorge Perugorría dans le rôle de l'enquêteur Mario Conde. Il s'agit de la version cinématographique d'un épisode de la série télévisée Cuatro estaciones en La Habana (voir infra)
- 2016 : Cuatro estaciones en La Habana, série télévisée cubano-espagnole en quatre épisodes réalisés par Félix Viscarret, adaptation des quatre romans du cycle Les Quatre Saisons, avec Jorge Perugorría dans le rôle de l'enquêteur Mario Conde et Carlos Enrique Almirante dans le rôle du sergent Manolo Palacios

## Prix
- 1998 et 2006 : Prix Hammett
- 2009 : prix Raymond-Chandler
- 2011 : prix Roger-Caillois[10]
- 2011 : Prix des Librairies Initiales (Métailié)
- 2012 : Premio Nacional de Literatura de Cuba
- 2015 : prix Princesse des Asturies[11] de littérature[12]

### Interviews
- Sur le site de la revue Lire
- Avec Padura in Shots ezine
- [vidéo] Sur Havana Cultura